# 항공기 무기 목록

## 폭탄

### 재래식 폭탄
- MK82

### 정밀유도 폭탄
- JDAM
- JSOW
- 롱샷

## 미사일

### 공대공 미사일
- AIM-9 사이드와인더

```
((AIM-132 아스람))
```

- AIM-120 암람
- 더비 공대공 미사일 - 이스라엘판 암람
- 빔펠 R-77 - 러시아판 암람. 암람스키라고 부른다. 나토 제식명 AA-12 Adder
- AIM-7 스패로우
- BVRAAM
- 파이톤 5 미사일 이스라엘산 사이드와인더. 상당히 뛰어난 기능.
- 마트라 R550 매직 프랑스산 사이드와인더
- ASRAAM 영국산 사이드와인더
- 빔펠 K-13 러시아산 사이드와인더
- MBDA MICA
- IRIS-T
- AGM-122 사이드암
- AIM-54 피닉스
- 빔펠 R-33 AA-9 'Amos' 소련에서 개발된 가장 최신의 장거리 공대공 미사일
- 빔펠 R-77 미국의 AIM-120 암람 시스템 보다 뛰어난 성능을 가지고 있다. 암람과 비슷하다고 "암람스키"라는 별명을 갖고 있다.

### 공대지 미사일
- AGM-84 하푼
- AGM-65 메버릭
- AGM-142 팝아이
- AGM-65 메버릭
- AGM-88 함
- AGM-114 헬파이어
- BGM-71 TOW

### 공대함 미사일
- AGM-84 하푼

## 같이 보기
- 무기